# 尾花沢北インターチェンジ
尾花沢北インターチェンジ（おばなざわきたインターチェンジ）は、山形県尾花沢市芦沢にある東北中央自動車道（尾花沢新庄道路）のインターチェンジである。
当ICに隣接する形で道の駅尾花沢が設置されている。この道の駅は高速道路のサービスエリアに相当する休憩施設で、国道13号からも利用することができる。本線に設置されている出口を示す案内標識にも、道の駅がある旨の案内が併記されている。

## 歴史
- 2006年（平成18年）11月19日 : 尾花沢北IC - 川原子IC間開通に伴い、供用開始[3]。
- 2007年（平成19年）8月6日 : 当ICに隣接する形で、道の駅尾花沢が開駅する[2]。

## 周辺
- 芦沢駅（JR東日本・奥羽本線〈山形線〉）

## 接続する道路
- 直接接続
  - 国道13号

## 料金所
国土交通省管轄の無料道路区間であるため、料金所は設置されていない。

## 隣
E13 東北中央自動車道（尾花沢新庄道路）
(23) 野黒沢IC - (24) 尾花沢北IC - (25) 川原子IC - (26) 舟形IC
- 川原子ICは、舟形IC方面のみ出入りのハーフICであるため、当ICとの往来はできない。